# 23e Europese Filmprijzen
De 23e uitreiking van de Europese Filmprijzen waarbij prijzen werden uitgereikt in verschillende categorieën voor Europese films vond plaats op 4 december 2010 in de Estse hoofdstad Tallinn.

## Nominaties en winnaars
De nominaties werden op 6 november 2010 bekendgemaakt.

#### Beste film
- The Ghost Writer – Roman Polanski
  - Bal – Semih Kaplanoğlu
  - Des hommes et des dieux – Xavier Beauvois
  - Lebanon – Samuel Maoz
  - El secreto de sus ojos – Juan José Campanella
  - Soul Kitchen – Fatih Akin

#### Beste regisseur
- Roman Polanski – The Ghost Writer
  - Olivier Assayas – Carlos
  - Semih Kaplanoğlu – Bal
  - Samuel Maoz – Lebanon
  - Paolo Virzì – La prima cosa bella

#### Beste actrice
- Sylvie Testud – Lourdes
  - Zrinka Cvitešić – Na putu
  - Sibel Kekilli – Die Fremde
  - Lesley Manville – Another Year
  - Lotte Verbeek – Nothing Personal

#### Beste acteur
- Ewan McGregor – The Ghost Writer
  - Jakob Cedergren – Submarino
  - Elio Germano – La nostra vita
  - George Piştereanu – Eu când vreau să fluier, fluier
  - Luis Tosar – Celda 211

#### Beste scenario
- Robert Harris & Roman Polanski – The Ghost Writer
  - Jorge Guerricaechevarría & Daniel Monzón – Celda 211
  - Samuel Maoz – Lebanon
  - Radu Mihaileanu – Le Concert

#### Beste cinematografie
- Giora Bejach – Lebanon
  - Caroline Champetier – Des hommes et des dieux
  - Pavel Kostomarov – How I Ended This Summer (Как я провел этим летом)
  - Barış Özbiçer – Bal

#### Beste montage
- Luc Barnier & Marion Monnier – Carlos
  - Arik Lahav-Leibovich – Lebanon
  - Hervé de Luze – The Ghost Writer

#### Beste productie design
- Albrecht Konrad – The Ghost Writer
  - Paola Bizzarri & Luis Ramirez – I, Don Giovanni
  - Markku Pätilä & Jaagup Roomet – Püha Tõnu kiusamine

#### Beste filmmuziek
- Alexandre Desplat – The Ghost Writer
  - Ales Brezina – Kawasakiho růže
  - Pasquale Catalano – Mina vaganti
  - Gary Yershon – Another Year

#### Beste documentaire
- Nostalgia de la luz – Patricio Guzmán
  - Armadillo – Janus Metz
  - Miesten vuoro – Joonas Berghäll & Mika Hotakainen

#### Beste animatiefilm
- The Illusionist – Sylvain Chomet
  - Planet 51 – Jorge Blanco
  - Sammy's Adventures: The Secret Passage – Ben Stassen

#### Beste debuutfilm
- Lebanon – Samuel Maoz
  - La doppia ora – Giuseppe Capotondi
  - Eu când vreau să fluier, fluier – Florin Șerban
  - Die Fremde – Feo Aladağ
  - Nothing Personal – Urszula Antoniak

#### Beste kortfilm
- Hanoi - Warszawa ( Polen)
  - Amor – ( Noorwegen)
  - Ampelmann – ( Duitsland)
  - Les ecargots de Joseph – ( Frankrijk)
  - Blijf bij me, weg – ( Nederland)
  - Ønskebørn – ( Denemarken)
  - Venus VS Me – ( België)
  - Lumikko – ( Finland)
  - Tussilago – ( Zweden)
  - Maria's Way – ( Verenigd Koninkrijk/ Spanje)
  - Talleres Clandestinos – ( Oostenrijk/ Argentinië)
  - Rendez-vous à Stella-Plage – ( Frankrijk)
  - Diarchia – ( Italië/ Frankrijk)
  - The External World – ( Duitsland)
  - Itt vagyok – ( Hongarije)

#### Publieksprijs
- Mr. Nobody
  - Flickan som lekte med elden
  - Soul Kitchen
  - Baarìa
  - Mina vaganti
  - An Education
  - Agora
  - The Ghost Writer
  - Kick-Ass
  - Le Petit Nicolas